# 奥山理々嘉
奥山 理々嘉（おくやま りりか、2000年4月6日 - ）は、神奈川県横須賀市出身の女子バスケットボール選手である。ポジションはF。Wリーグのトヨタ紡織サンシャインラビッツ所属、

## 来歴
坂本中学校3年時に全国中学校バスケットボール大会で3位となる。同年、U-16日本代表候補に選ばれた
八雲学園高等学校進学後、2年時のウィンターカップ3回戦で加藤貴子（富岡）、長岡萌映子（札幌山の手）が保持していた1試合得点51点を更新する、62点を記録した。
2018年、3x3女子日本代表に選出され、ジャカルタアジア大会で銀メダル獲得。
2019年、JX-ENEOSサンフラワーズに加入。同年、女子日本代表候補に選出される。
2023年、ENEOSを退団。日立ハイテク クーガーズに移籍。
2025年、トヨタ紡織サンシャインラビッツに移籍。

## 経歴
- 八雲学園高 - JX-ENEOS（2019年〜2023年） - 日立ハイテク（2023年〜2025年） - トヨタ紡織

## 日本代表歴
5人制
- 2021 三井不動産カップ[8]

3人制
- 2018 アジア大会準優勝